# Bo Hanson
Boden Joseph "Bo" Hanson (født 7. august 1973 i Port Kembla) er en australsk+ tidligere roer og tredobbelt olympisk medaljevinder.
Hanson har roet i flere forskellige bådtyper, og hans første store seniorkonkurrence kom i otteren ved OL 1992 i Barcelona. Han var her den hidtil yngste australske roer ved et OL. Den australske båd blev her nummer fem. Op gennem 1990'erne var han flere gange med til ved VM at slutte lige uden for medaljerækken med flere fjerdepladser.
Ved OL 1996 i Atlanta var han med i den australske dobbeltfirer sammen med Duncan Free, Janusz Hooker og Ronald Snook, og  de vandt først deres indledende heat, inden de blev nummer to i semifinalen. I finalen måtte de se tyskerne løbe med guldet og amerikanerne med sølvet, men de vandt her bronze, den første OL-medalje til Hanson.
I 1999 var han til VM i firer uden styrmand, og her vandt han sammen med Geoff Stewart, James Stewart og Ben Dodwell sølv efter den britiske båd. Ved OL 2000 i Sydney stillede samme besætning op i firer uden styrmand, og de blev nummer to i det indledende heat, vandt derpå semifinalen, inden de i finalen igen måtte se briterne som vindere, mens italienerne blev toer, mens de selv vandt bronze.
Efter OL 2000 roede Hanson ikke internationale stævner, men ved OL 2004 i Athen var han tilbage i otteren, som vandt det indledende heat i olympisk rekordtid på 5.23,23 minutter. I finalen var USA overlegne og vandt guld, mens den hollandske båd vandt sølv, og Australien kom i mål som nummer tre til Hansons tredje OL-bronzemedalje.
Efter afslutningen af sin rokarriere har Hanson studeret og undervist i ledelse, samarbejde og motivation.

## OL-medaljer
- 1996:  Bronze i dobbeltfirer
- 2000:  Bronze i firer uden styrmand
- 2004:  Bronze i otter